# 札維耶·賈諾利
札維耶·賈諾利（法語：Xavier Giannoli，1972年3月7日—）是法國電影導演。

## 生平
札維耶·賈諾利曾以《我當歌手的日子》(2006)與《夢想高速公路》(2009)兩度進入坎城影展正式競賽單元；也以《超級巨星》(2012)與《巴黎走音天后》(2015)兩度獲選為威尼斯影展正式競賽片。

## 電影作品
- 2006年：《我當歌手的日子》(Quand j'étais chanteur)
- 2009年：《夢想高速公路（法语：À l'origine (film)）》(À l'origine)
- 2012年：《超級巨星（法语：Superstar (film, 2012)）》(Superstar)
- 2015年：《巴黎走音天后》(Marguerite)

## 外部連結
- 札維耶·賈諾利在互联网电影资料库（IMDb）上的資料（英文）
- 札維耶·賈諾利在豆瓣上的资料（简体中文）